# Rosalia de Souza
Rosalia de Souza (Nilópolis, 4 de julho de 1966) é uma cantora brasileira de bossa nova. Ela nasceu em Nilópolis no estado do Rio de Janeiro, lugar famoso pela Escola de Samba Beija Flor. Com 21 anos, foi para a Itália. Em 1989 começou a estudar teoria musical, percussões Cubana, jazz e a história do jazz na 'Scuola Popolare di Testaccio' (Escola Popular do Testaccio) em Roma.

## Discografia

### Álbuns
- Garota Moderna (2003)
- Garota Diferente (2004)
- Jogo De Roda (2005)
- Que Bandeira (2006)
- Rio De Janeiro (2006)
- Brasil Precisa Balançar (2008)
- D'Improvviso (2009)
- Tempo (2018)
- Inspirada (2022)

### Singles e EPs
- Maria Moita (2002)
- Tempo Futuro (2002)
- Samba Novo / Bossa 31 (2004)
- Fica Mal Com Deus / Canto De Ossanha (2004)
- Zona Sul / Maria Moita (2004)
- Adriana / Saudosismo (2004)
- Jogo De Roda (2005)
- Que Bandeira (2006)
- Rio De Janeiro (2006)
- Brasil Precisa Balançar (2006)
- Bom Motivo (veja em Toco feat. Rosalia de Souza, 2007)
- D’Improvviso (2009)
- Bossa 50 (2009)
- Samba Longe (2009)
- Carolina Carol Bela (2009)
- Fullgás (2013)
- Àguas De Março (veja em Olen Cesari feat. Rosalia de Souza, 2014)
- Lo e te (2018)
- A Tela (2018)
- La Vita E' Piu' Bella Cosi (veja em Papik / Rosalia de Souza, 2022)
- Inspirada (2022)

### Compilações
- Novo Esquema da Bossa (1995)
- Today’s Sound (1997)
- Hommage (2002)